# Брюссельская соборная мечеть
Брюссельская соборная мечеть — самая старая мечеть в Брюсселе. Здесь располагается Исламский Культурный Центр Бельгии.

## История
Оригинальное здание Восточного Павильона Национальной Выставки в Брюсселе было выстроено архитектором Эрнестом ван Хамбиком в арабском стиле в 1880 году. Первоначально в нём размещалась монументальная фреска: «Панорама Каира» Эмилии Вотерс. В XX веке, из-за недостаточного финансирования, павильон пришёл в запустение.
В 1967 году король Саудовской Аравии Фейсал ибн Абдель Азиз ас-Сауд во время официального посещения Бельгии, предложил бельгийскому королю Бодуэну I превратить это здание в мечеть для мусульманской общины Бельгии, которая становилась всё многочисленней. После длительной реконструкции, сделанной за счёт Саудовской Аравии жителем Туниса архитектором Бобекером, мечеть, являющаяся одновременно и культурным центром, была открыта в 1978 году в присутствии королей Бодуэна I и Халида ибн Абдель Азиз ас-Сауда.
В настоящий момент при мечети открыта также школа и исламский исследовательский центр. Центр также организует курсы арабского языка для взрослых и детей.